# Championnats d'Afrique de lutte 1998
Navigation
Édition précédente Édition suivante
Les Championnats d'Afrique de lutte 1998 se déroulent du 22 au 28 avril  1998 au Caire, en Égypte,.

## Podiums

### Lutte libre
| Catégories | Or                                  | Argent                      | Bronze                             |
| ---------- | ----------------------------------- | --------------------------- | ---------------------------------- |
| 54 kg      | Ali Mohamed Hassan Abu Taleb (EGY)  | Shaun Williams (RSA)        | Omar Kedjaouar (ALG)               |
| 58 kg      | Jantije Smit (RSA)                  | Abdel Wahab Shaaban (EGY)   | Ben Hamada Mohamed (ALG)           |
| 63 kg      | Ahmed Esmat (EGY)                   | Farid Hanoun (ALG)          | Jabeur Dridi (TUN)                 |
| 69 kg      | Bennie Labuschagne (RSA)            | Felix Malala Die Dion (SEN) | Anro Hassan (EGY)                  |
| 76 kg      | Ian du Toit (RSA)                   | Mohamed A. Lated (EGY)      | Nico Jacobs (NAM)                  |
| 85 kg      | Alioune Diouf (SEN)                 | Vincent Aka Akesse (CIV)    | Issam Abdel Azim (EGY)             |
| 97 kg      | Isaac Mpia Endjam (CMR)             | Phanie Vermaak (RSA)        | Karam Mohammed Gaber Ibragim (EGY) |
| 130 kg     | Hisham Abdelwahab Abdelmoamen (EGY) | Omrane Ayari (TUN)          | Dries Pretorius (RSA)              |

### Lutte gréco-romaine
| Catégories | Or                                        | Argent                       | Bronze                       |
| ---------- | ----------------------------------------- | ---------------------------- | ---------------------------- |
| 54 kg      | Ashraf Miligy (EGY)                       | Mohamed Saadi (ALG)          | Walid Nefzi (TUN)            |
| 58 kg      | Mohamed Amine Benhammadi (ALG)            | Khasahab Saber (EGY)         | Salih Nabil (TUN)            |
| 63 kg      | Yassine Djakrir (ALG)                     | Raynard Mouton (RSA)         | Moustafa Elkest (EGY)        |
| 69 kg      | Anwar Kandafil (MAR)                      | Jacques Rossouw (RSA)        | Abdou Saeed El Barbary (EGY) |
| 76 kg      | Mohamed Ibrahim Abdelfattah Mohamed (EGY) | Amor Bach Hamba (TUN)        | Gideon Malherbe (RSA)        |
| 85 kg      | Karam Mohammed Gaber Ibragim (EGY)        | Sofiane Ouadjnia (ALG)       | Mohamed Smiry (MAR)          |
| 97 kg      | Hassen Fkiri (TUN)                        | Markus Johannes Dekker (RSA) | Mohamed Med Kamal (EGY)      |
| 130 kg     | Omrane Ayari (TUN)                        | Mohamed El Sayed (EGY)       | Riaan van Bentheim (RSA)     |

### Lutte féminine
| Catégories | Or                          | Argent                        | Bronze                 |
| ---------- | --------------------------- | ----------------------------- | ---------------------- |
| 46 kg      | Fadhila Louati (TUN)        | Bouchra Melouany (MAR)        | Aicha Kaba (GUI)       |
| 51 kg      | Ahawi Amal Imani (MAR)      | Nour El Houda Bejaoui (TUN)   | Sihem Boudchiche (ALG) |
| 56 kg      | Salma Ferchichi (TUN)       | Bouchra Boutayeb (MAR)        | Eltahra Hassan (EGY)   |
| 62 kg      | Asmaa Eddahar (MAR)         | Yousria Magdy Elberhamy (EGY) | Zaraa Raouafi (TUN)    |
| 68 kg      | Marie Nicole Diédhiou (SEN) | Rim Garram (TUN)              | Aiat Khalifa (EGY)     |
| 75 kg      | Saida Riabi (TUN)           | Fatma Hossein (EGY)           | Sona Bassa (SEN)       |